# Bernt Eidsvig

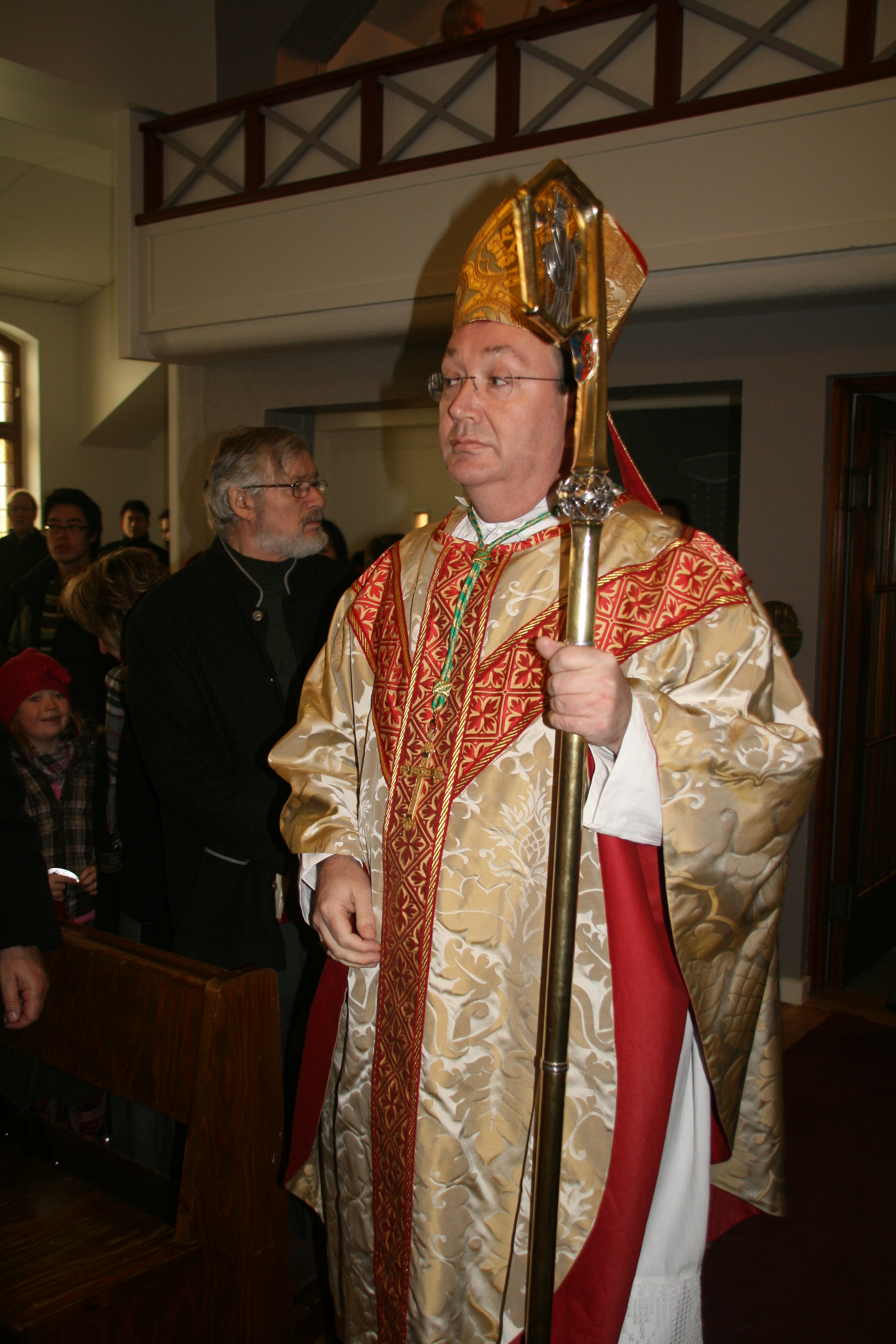
Bernt Ivar Eidsvig.

Bernt Ivar Eidsvig , född den 12 september 1953 i Rjukan, Telemark, är sedan den 11 juli 2005 romersk-katolsk biskop i Oslo. Biskopsutnämningen tillkännagjordes av påve Benediktus XVI i samband med firandet av olsok, en högtid som i Norge firas till minne av helgonet Olav den helige. Eidsvig ordinerades den 22 oktober samma år. 
Eidsvig studerade teologi vid Universitetet i Oslo med examen 1977. Under 1980-talet var Eidsvig verksam vid den katolska kyrkan i Bergen, varefter han  1991 begav sig till Österrike för att ingå i augustinerorden i Klosterneuburg. Där tog han ordensnamnet Markus.